# Qyzylaghash
Qyzylaghash (Кызылагаш en russe) est un village du district d'Aksou de l'oblys d'Almaty, au sud-est du Kazakhstan. 

## Histoire
Il a été partiellement détruit au printemps 2010, avant les festivités de Norouz, à la suite de la rupture d'une retenue d'eau, faisant plus de 80 morts. Un monument en souvenir des victimes a depuis été construit à la sortie de la ville.

## Démographie
La population est de 2256 habitants en  2009.